# Gdańsk

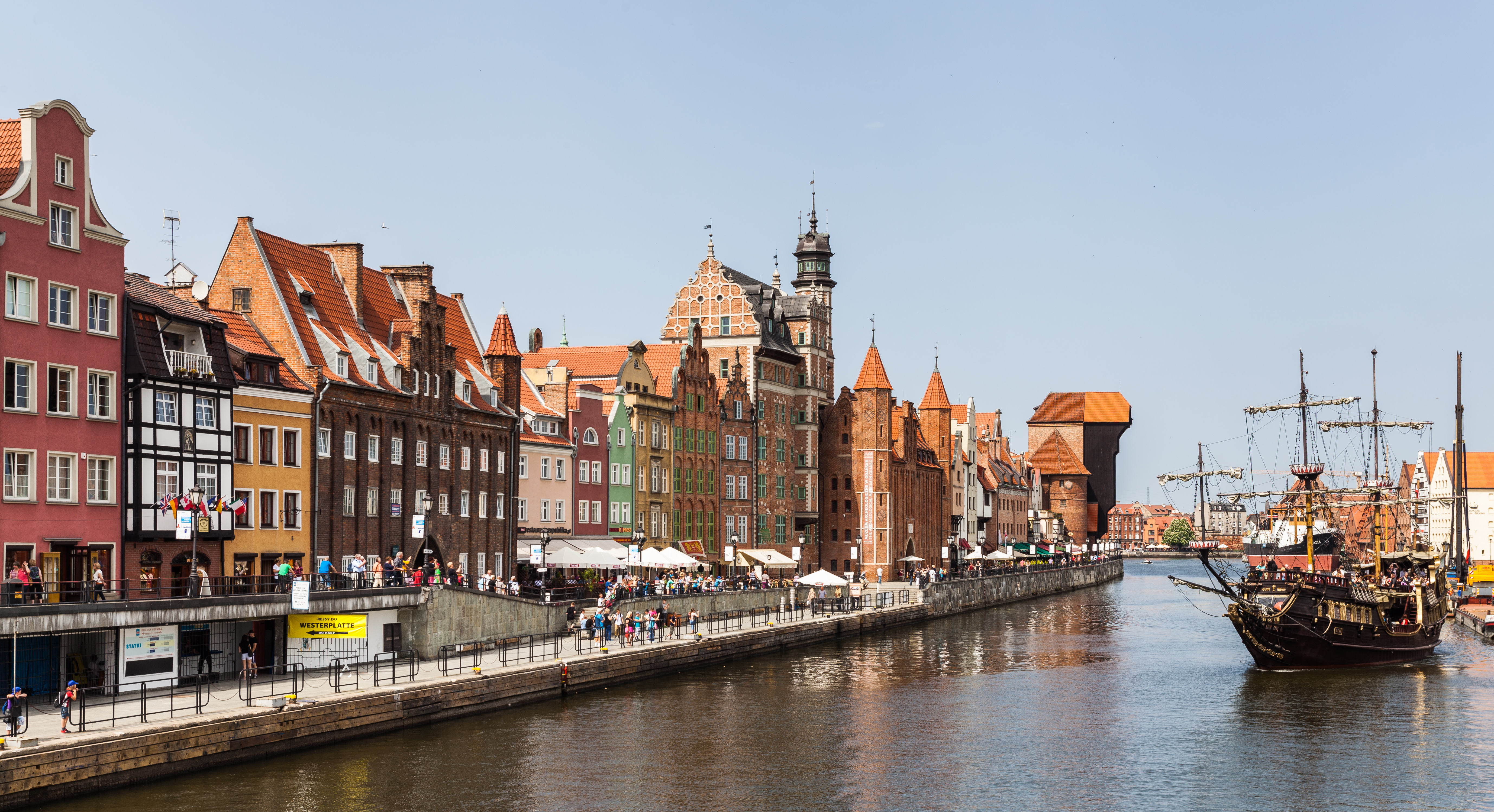
Zicht op de oude haven aan de rivier de Motława, voor 1945 Mottlau

Gdańsk (uitspraak: [ɡdaɲsk]ⓘ; Duits: Danzig; Nederlands: Danzig (verouderd: Dantzig of Danswijk); Kasjoebisch: Gduńsk) is de hoofdstad van het woiwodschap Pommeren en een voormalige Hanzestad in Polen. Gdańsk is gelegen aan de Oostzee, op de plaats waar de westelijke arm van de Wisła (Weichsel) de Bocht van Gdańsk (Danziger Bucht) bereikt.
De stad heeft 468.158 inwoners (30 juni 2019) en vormt samen met de badplaats Sopot en de havenstad Gdynia de zogenaamde Driestad (Trójmiasto), een agglomeratie met ruim 1 miljoen inwoners. De stad bezit een centrum voor de regionale Kasjoebische cultuur.

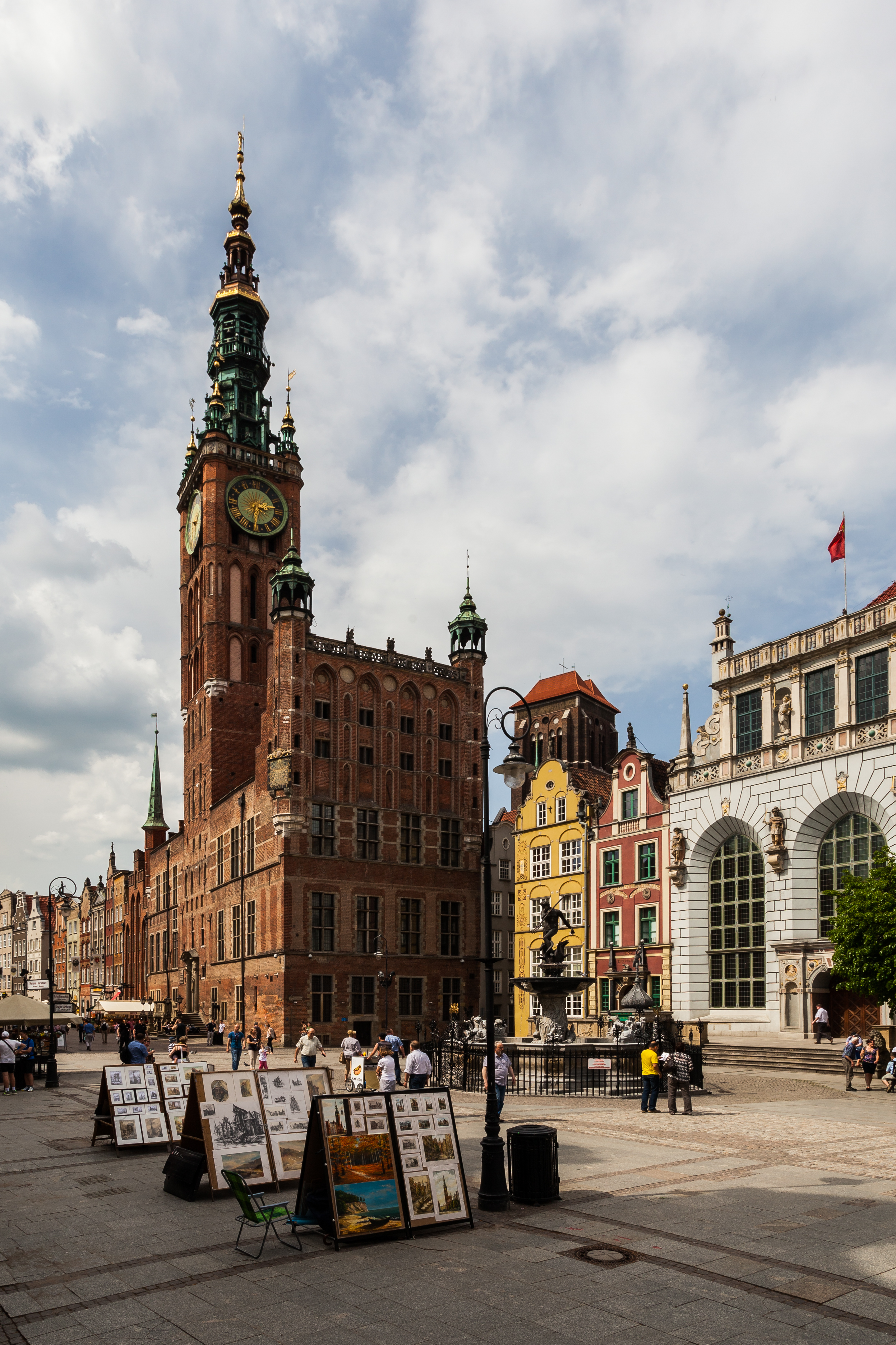
Rechtsstadsraadhuis met deels bewaard en gerestaureerd interieur van Isaac van den Blocke en Hans Vredeman de Vries.

Voor de 13de eeuw was de stad een handels- en overslagplaats in het hertogdom Pommerellen, zetel van de Samboridendynastie, die zich enige tijd verbond met de Poolse koningen maar ook relaties aanging met de Duitse Orde en met Brandenburg.
In haar lange geschiedenis was ze sinds 1224 een van de steden in de staat van de Duitse Orde, en bevocht ze als Hanzestad haar autonomie, wat ertoe leidde dat ze zich in 1466 losmaakte van de Duitse Orde en onder gezag van de Poolse koning stelde, die haar autonomie toezegde. In 1794 werd de stad bij het koninkrijk Pruisen gevoegd. Onder Napoleon was de stad een vrijstaat. In 1814 kwam ze terug in het koninkrijk Pruisen, en sinds 1870 in het Duitse keizerrijk als hoofdstad van de provincie West-Pruisen. In 1919 werd ze opnieuw een vrije stad. Sinds de Conferentie van Potsdam (1945) hoort de stad bij Polen.

## Geschiedenis

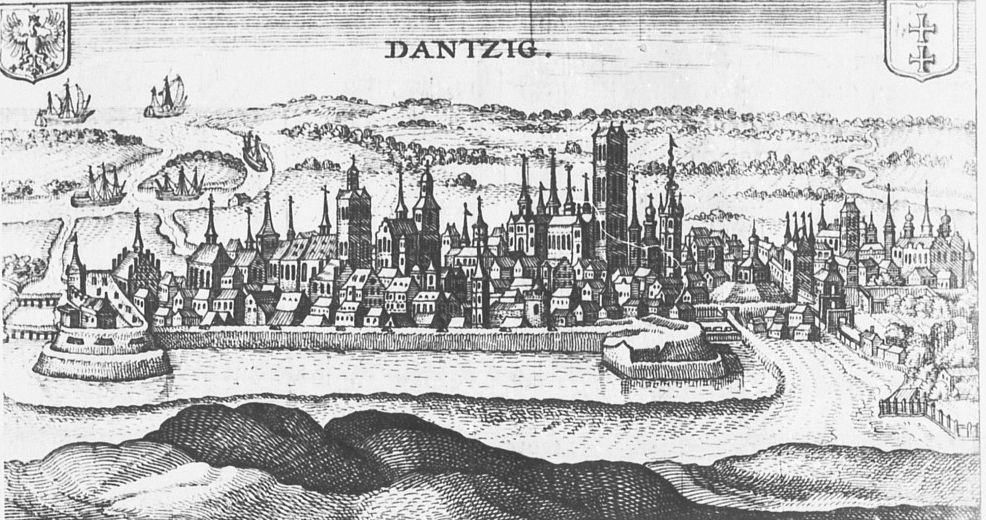
Gezicht op Danzig omstreeks 1628.

Aan de monding van de Wisła, voor 1945 Weichsel, in het grensgebied tussen Pruisische (Baltische) en Slavische stammen, ontwikkelde zich in de prehistorie een havenplaats. De plaats werd rond het jaar 1000 voor het eerst wordt vermeld, toen de heilige Adalbert van Praag de stad en omgeving bezocht. In 1148 werd de burcht zetel van de hertogen van Pommerellen, een geslacht dat zich in 1227 van de Poolse kroon onafhankelijk verklaarde. Er had zich in Danzig inmiddels al een gemeente ontwikkeld van kooplieden uit Lübeck. Zij kregen in 1224 van de hertog een autonoom, zogenaamd Duits, recht om hun gemeente te besturen. De stad werd lid van het Hanzeverbond van Noord-Duitse steden en kreeg een stenen omwalling.

### Duitse Orde
De Duitse Orde had zich vanaf 1226 oostelijk en zuidelijk van Danzig, in het land van de Baltische stam van de Pruisen, het latere Oost-Pruisen, gevestigd, waarbij zij deze heidense bevolking met geweld kerstende. De Orde kreeg in 1308 definitief het gezag over de stad.
Sindsdien kwam uit geheel Noord-Duitsland en ook uit de Nederlanden een stroom kooplieden en handwerkers naar Danzig. De stad breidde zich uit van 5.000 tot, aan het einde van de middeleeuwen, 30.000 inwoners en werd daarmee de grootste stad van het oostelijke Oostzeegebied. Cultureel oriënteerde de stad zich op het westen, en economisch werd zij de draaischijf tussen Oost en West. Zij monopoliseerde de in- en uitvoer van zee tot het koninkrijk Polen, dat toen ook Litouwen, Wit-Rusland en de westelijke Oekraïne omvatte. Politiek zocht zij daarom de steun van de Poolse koningen tegenover de Duitse Orde, omdat deze feodale staat de stadsburgerlijke expansie belemmerde met bureaucratisch en hiërarchisch bestuur.

### Koninkrijk Polen
De nederlaag van Duitse Orde in de Dertienjarige Oorlog leidde tot de definitieve erkenning van de Poolse koning als – symbolisch – soeverein. De koning moest namelijk als voorwaarde voor zijn inhuldiging de volledige autonomie van de stad erkennen en een halve eeuw later, in 1522, ook aanvaarden dat het stadsbestuur de lutherse hervorming invoerde. De spanningen namen toe toen de Poolse koningen steeds absolutistischer optraden en de nieuwe pretendent in 1577 een belegering van de stad begon, omdat zij zijn inhuldiging weigerde tot hij eerst de stadsprivileges erkende. De afstand werd nog groter toen de Poolse koningen de contrareformatie invoerden, maar het Pools-koninklijke gezag reikt maar beperkt tot Danzig. Rooms-katholieken konden zich handhaven als een getalsmatig kleine minderheid onder bescherming van de Poolse koningen en in het bezit van enkele stadskerken. De aanbouw van een koninklijke kapel tegen de lutherse Marienkirche getuigde symbolisch van de koninklijke aanwezigheid. Deze katholieke kapel was een eis aan het stadsbestuur dat daarvoor in ruil de kerk mocht behouden voor de lutherse eredienst (na 1945 is de kerk overigens katholiek gewijd en voorzien van altaren en ander katholiek kerkmeubilair).
Inmiddels was de gouden eeuw van de stad begonnen en deze is in haar tegenwoordige, zij het na de verwoesting van 1945 gereconstrueerde, uiterlijk nog steeds dominant zichtbaar. Rond 1630 was het inwonertal op 60.000 gekomen en Danzig was daarmee de onbetwiste metropool geworden van oostelijk Midden-Europa. De welvaart nam in de 17e eeuw weer af door de Dertigjarige Oorlog. Ook de opkomst van de havens Riga en Sint-Petersburg in het Russische tsarenrijk was nefast voor de economie.

### Pruisen en Duitsland

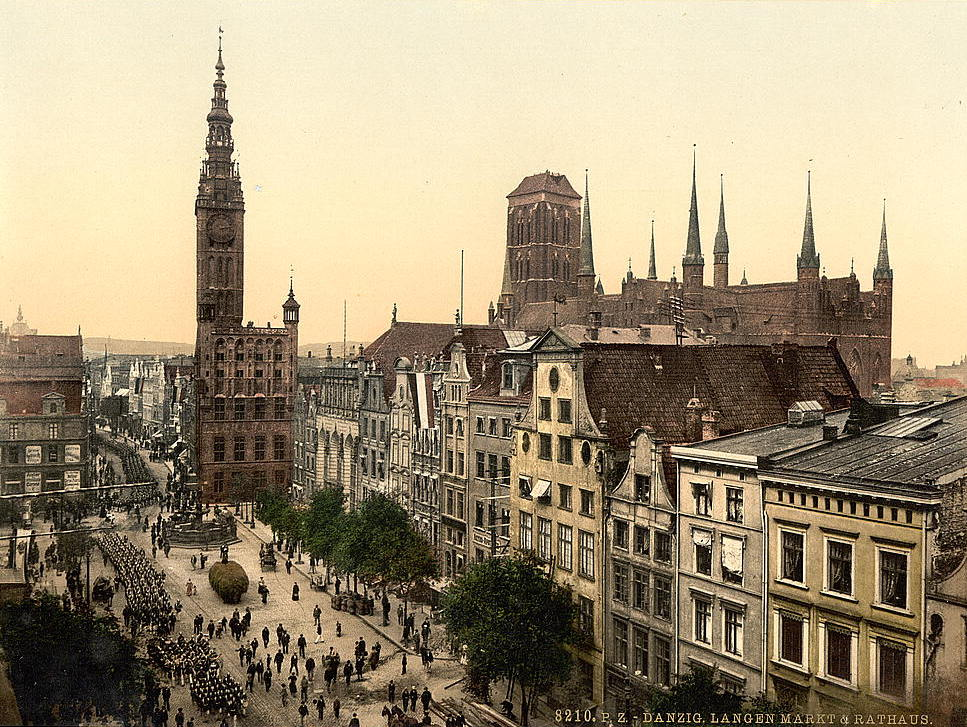
De Langer Markt, met zicht op Marienkirche op de achtergrond en het rechtstadsraadhuis (gebouwd tussen 1378 en 1492 als zetel van de burgerraad van de zogenaamde Rechtstad) van Danzig, foto omstreeks 1900

In 1793, na de Tweede Poolse Deling, werd Danzig ingelijfd door het Koninkrijk Pruisen. In 1807, tijdens de Vierde Coalitieoorlog, werd Danzig ingenomen door de Napoleontische troepen van maarschalk François Joseph Lefebvre. Danzig werd toen als vrije stad, een Franse vazalstaat. In 1814 herstelde het Congres van Wenen de soevereiniteit van Pruisen over Danzig. De economie kwam langzaam op gang. Danzig werd de hoofdstad van de nieuwe provincie West-Pruisen en ontwikkelde zich tot een bestuurs- en onderwijscentrum. Door industrialisatie in de negentiende eeuw was in 1880 het al twee eeuwen stagnerende inwonertal verdubbeld. En groeide daarna snel door tot 160.000 inwoners in 1910.

### Interbellum en Tweede Wereldoorlog
In 1919 besloot het Verdrag van Versailles dat Duitsland de hele provincie West-Pruisen en haar hoofdstad Danzig aan het nieuw opgerichte Polen zou moeten afstaan. Polen claimde ook Danzig maar dit stootte op verzet van de bevolking, waarvan 94% zich Duitser noemde. Een compromis werd gevonden in de inrichting van een vrijstaat (Vrije stad Danzig) onder toezicht van de Volkenbond. Polen kreeg doorvoerrechten maar legde ook een concurrerende haven aan in Gdynia, ten noorden van het vrijstaatsgebien. Deze zeehaven, tevens marinehaven, voerde in de jaren 30 een even met Danzig vergelijkbaar scheepstonnage in- en uit.
Op 1 september 1939 kwam er een aanval van de Duitse marine op de Poolse douanekantoren in de haven op de Westerplatte. Polen en Duitsland raakten zo in oorlog. Frankrijk en het Verenigd Koninkrijk hadden verdragsverplichtingen van militaire bijstand aan Polen en daarmee was de Tweede Wereldoorlog uitgebroken.
Begin 1945 stond het leger van de Sovjet-Unie rond Danzig, waar de gevluchte bevolking uit West-Pruisen en Oost-Pruisen zich had verzameld om met schepen over de Oostzee in veiligheid gebracht te worden. Honderdduizenden lukte het om weg te komen, maar tientallen duizenden verdronken onderweg toen hun vluchtschepen werden getorpedeerd door de Russische marine. In totaal liet een kwart van de Danzigers het leven in het oorlogsgeweld en de interneringen die erop volgden.

### Polen
De volksrepubliek Polen kreeg na 1945 de stad toebedeeld. De Polen, die 5% van de oorspronkelijke bevolking uitmaakten, mochten blijven. De Duitse bevolking werd uitgewezen. In 1948 hebben de laatste paar duizend Duitse overgeblevenen de stad verlaten. Ondertussen werd de stad opnieuw bevolkt met nieuwe Poolse immigranten uit het oosten. 
Ondanks de rampzalige toestand van Polen werd snel begonnen aan de herstel- en restauratiewerken van de historische stadskern, die veelal neerkwam op een totale reconstructie. Bij de wederopbouw werd ernaar gestreefd om alle elementen en verwijzingen weg te laten die een relatie konden aangeven met Duitsland en de Duitse taal en cultuur. 
Het nieuwe Gdańsk zou opnieuw een belangrijke havenplaats worden. De scheepsbouw beleefde er onder het communistische regime grote bloei. In de jaren 80 verwierf de stad grote faam onder leiding van Lech Wałęsa, toen op de plaatselijke Leninwerf de vakbond Solidarność (Solidariteit) werd opgericht.

## Onderwijs
Gdańsk is de zetel van meerdere instellingen hoger onderwijs en onderzoek, waaronder de Universiteit Gdańsk, de Technische Universiteit Gdańsk en de Stanisław Moniuszko Muziekacademie.

## Patrimonium en toerisme

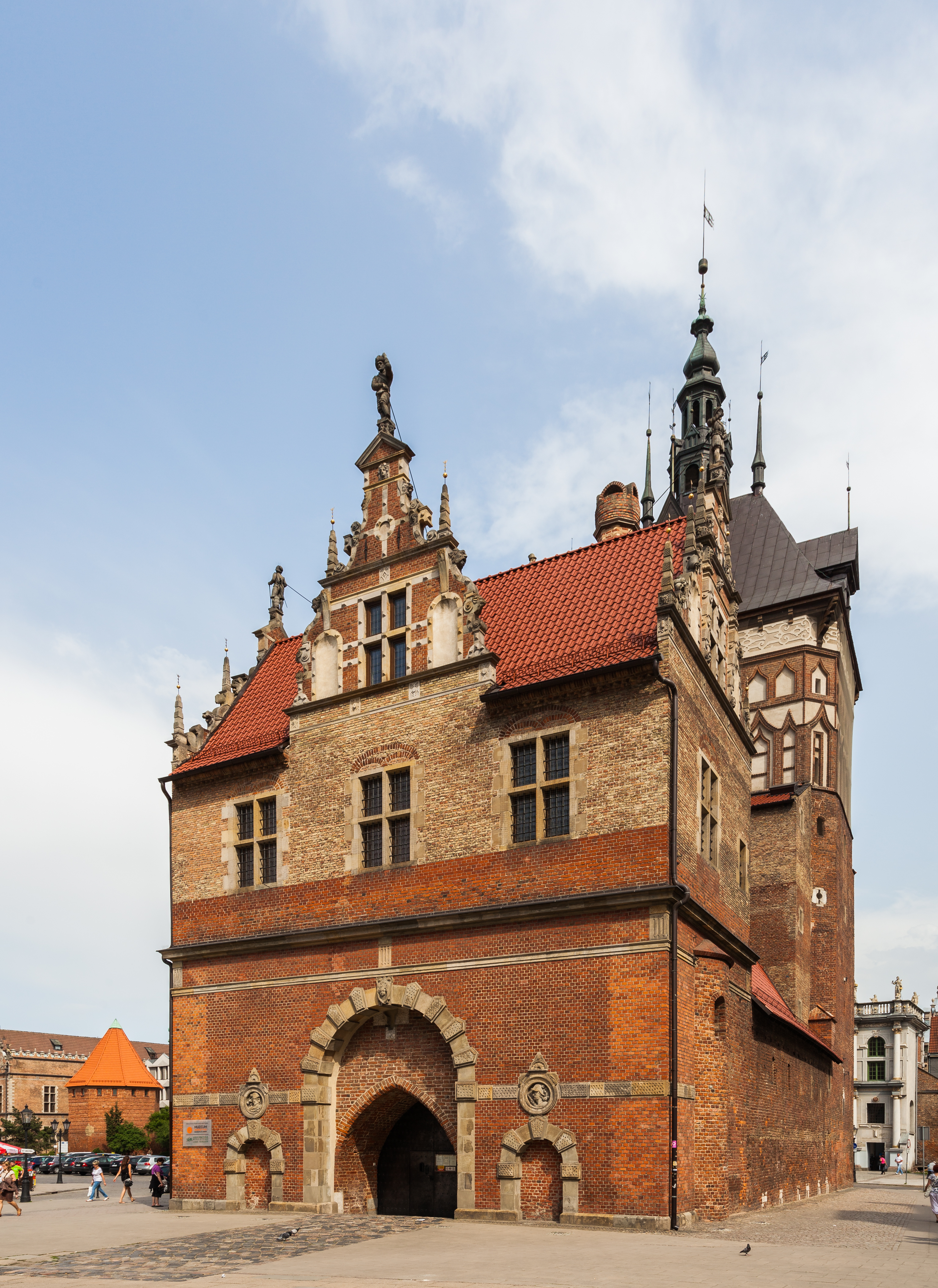
Marteltoren door Anthonis van Obbergen 1593–1604 gebouwd en geornamenteerd door Willem van der Meer
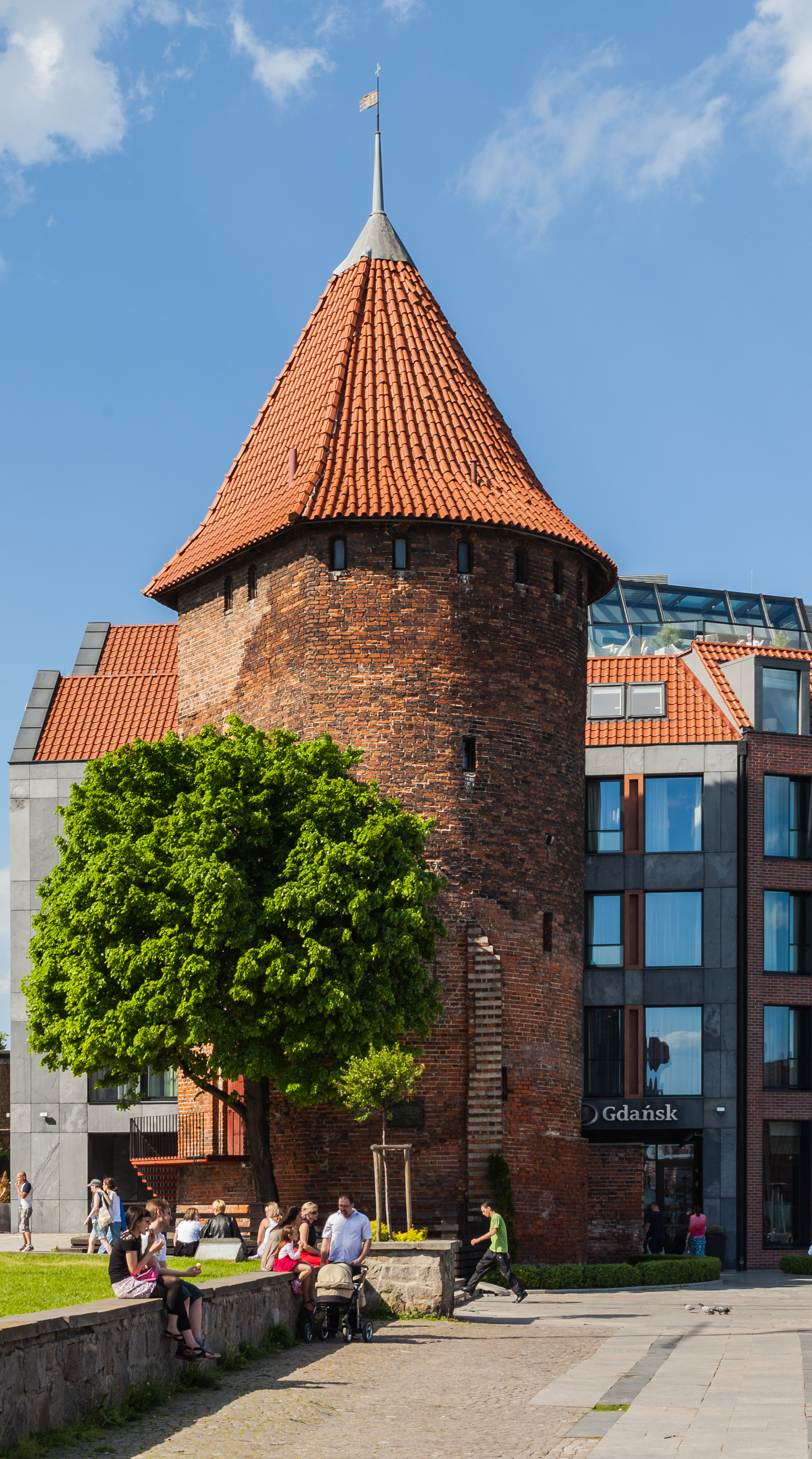
Zwanentoren voor 1945 Schwantor
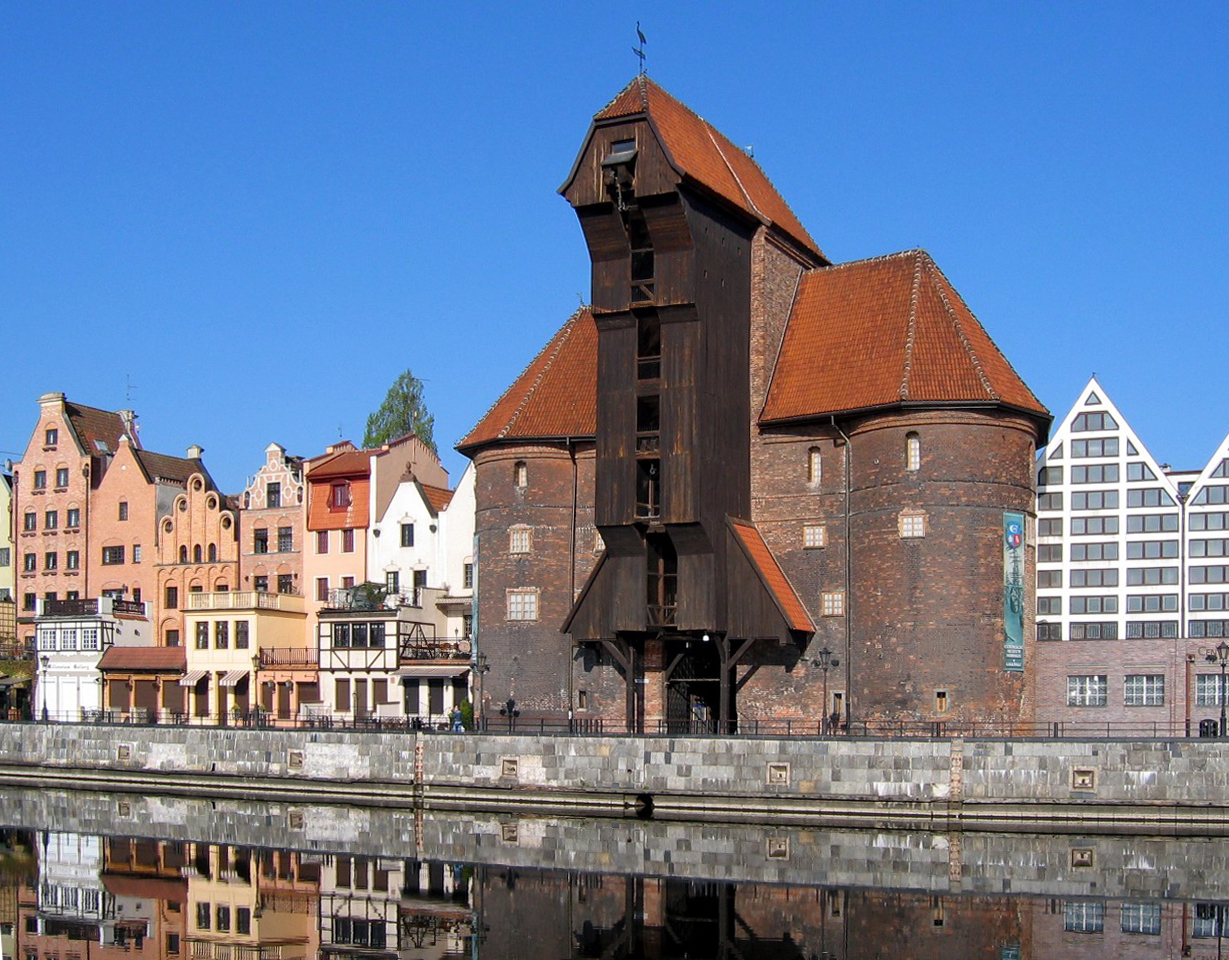
De markante Kraanpoort, voor 1945 Krantor
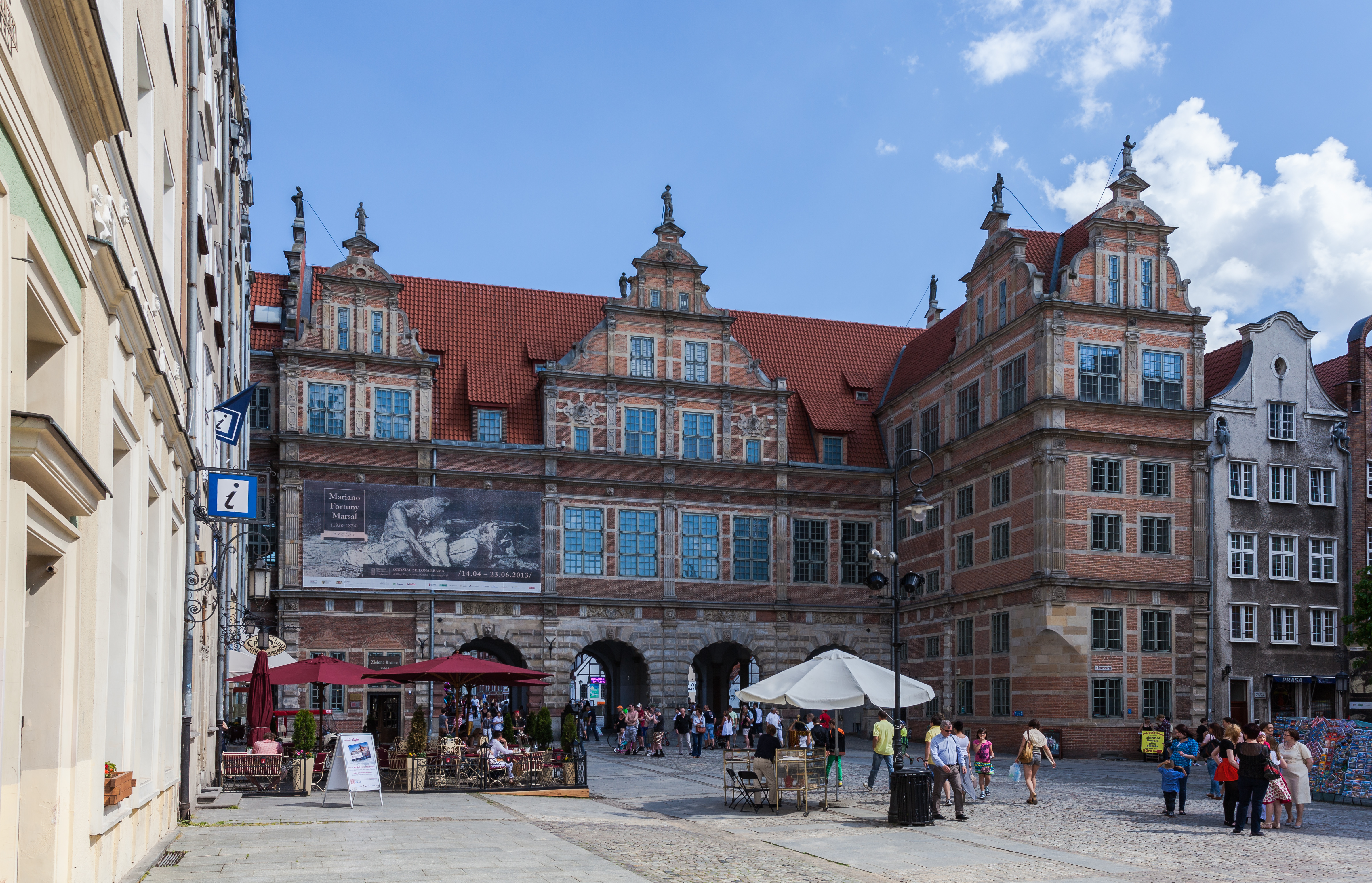
Groene Poort, voor 1945 Grünes Tor
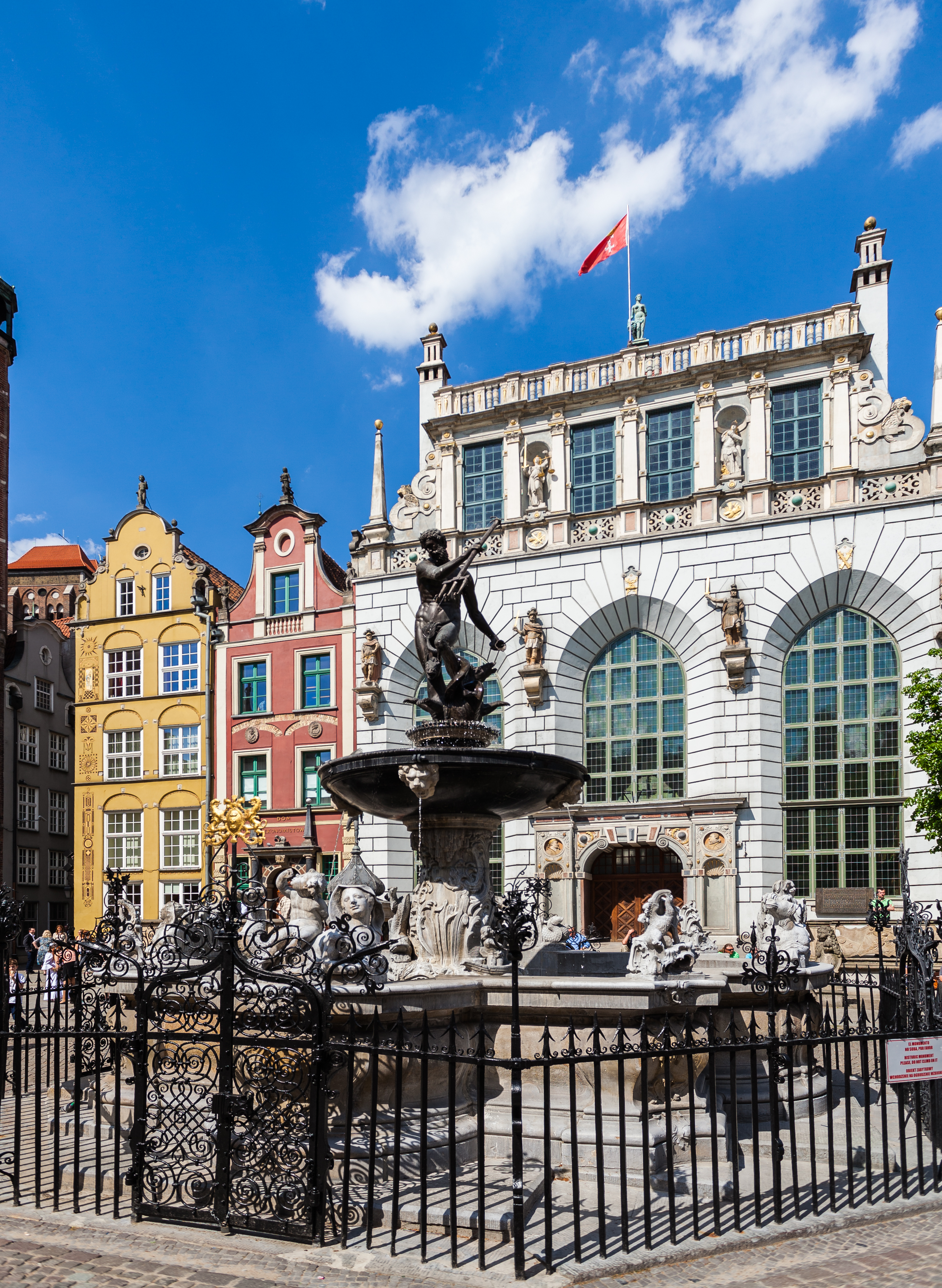
Neptunusfontein met op achtergrond de Artushof in het centrum

Dankzij de grote inspanningen van Poolse restauratoren wordt het Gdańsk van vandaag samen met Warschau en Krakau tot de mooiste steden van de Republiek Polen gerekend, een toeristische trekpleister, die anachronistisch als een voorbeeld van typisch 'Poolse architectuur' wordt voorgesteld. Pas na 1990 wordt enigszins erkend dat de stad bouwhistorisch een integraal onderdeel is van de Hanzearchitectuur, zoals deze zich ontwikkelde in de Noord-Duitse steden en zich verspreidde langs de kusten van het gehele Oostzeegebied. De grote invloed uit de Nederlanden is daarbij een voor Danzig specifiek element. De tand des tijds gaf intussen de nieuw-oude gevelwanden uiterlijk wat meer een historisch karakter. Men kan de stad wat dat betreft in tegenstelling zien tot Koningsbergen, honderd kilometer verderop, een stad die na verwoesting en annexatie door de Sovjet-Unie geheel werd afgebroken en als Kaliningrad met grootschalige flatcomplexen werd herbouwd. Het eveneens vrijwel geheel verwoeste centrum van het nabijgelegen Elblag (voor 1945 Elbing) bleef tot 1990 grotendeels onbebouwd maar werd daarna in historiserende vormen weer voor een deel met huizen ingevuld.
Vooral rondom Ulica Długa en Długi Targ (voor 1945: Langgasse en Langer Markt) bevinden zich veel gereconstrueerde gebouwen uit de Hanzetijd zoals het Artushof, de Gouden (Stockturm) en de Groene Poort (Grünes Tor).

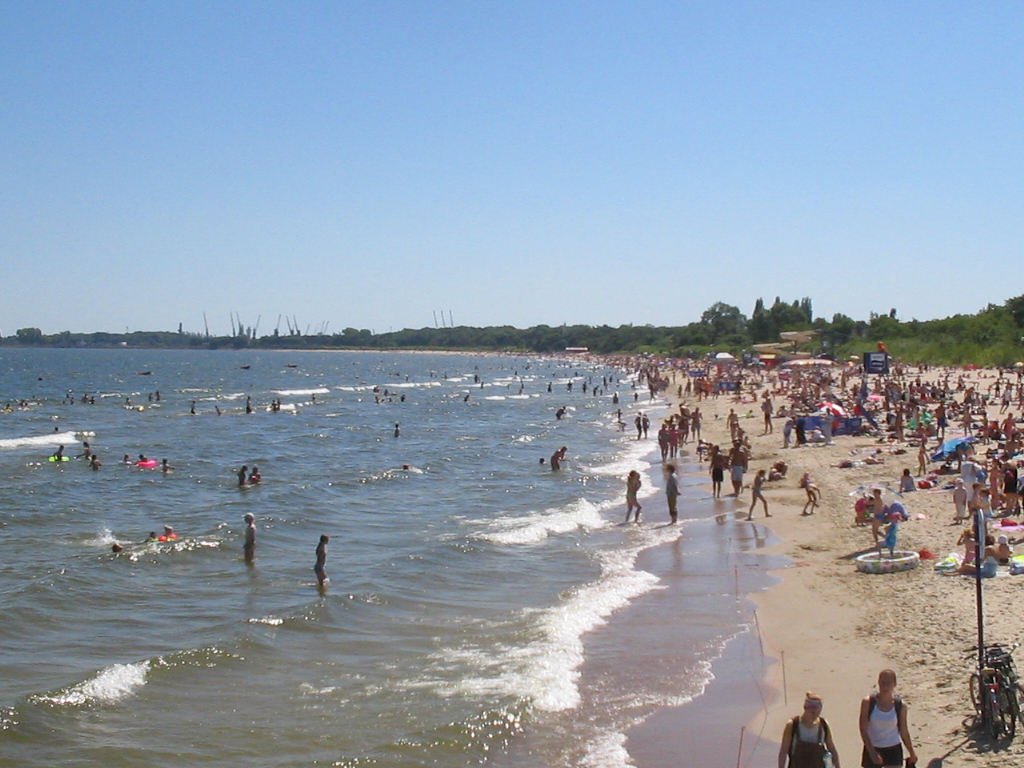
Strand ten westen van Gdańsk, met op de achtergrond de haven bij Nowy Port

De architectuur van de vele renaissancegevels en de openbare gebouwen is zeer verwant met die van Amsterdam en Antwerpen, van waaruit Zuid-Nederlandse bouwmeesters werden aangetrokken om openbare gebouwen op te trekken. De Grüne Tor werd door Johannes Kramer en Reinier van Amsterdam in 1564-'68 gebouwd. Johannes Moor van 's Hertogenboch construeerde het carillon van het Raadhuis in 1559-'62. De Rode Zaal in dit stadhuis is bewaard gebleven door de tijdige opslag voor de aankomst van het Sovjetleger. De schilderijen en de wand- en plafondbekleding zijn van Izaak van den Blocke 1593-1608. De Hohe Tor is het werk van Willem van den Blocke die het werk in 1588 afleverde. Anthonis van Obbergen uit Mechelen bouwde het Altstädter Rathaus in 1587-'94 en werd in 1592 stadsbouwmeester. De Marteltoren werd Anthonis van Obbergen in 1593–1604 gebouwd en geornamenteerd door Willem van der Meer. Abraham van den Blocke stamde ook uit een Mechels geslacht; hij werd in 1611 stadsbouwmeester en bouwde in 1612-'14 de Langassertor waarop zijn naam opvallend is weergegeven, en de gevel van de Artushof 1616-'17. Hans Vredeman de Vries uit Leeuwarden was enige tijd rond 1600 werkzaam in Danzig. Sinds het midden van de 14de eeuw werd de Stockturm in etappes gebouwd door Heinrich Unteradin, Heinrich Hetzel en Michael Eckinger. Anthonis van Obbergen legde in 1594 de laatste steen.
Tussen Sopot en Gdańsk Nowy Port (voor 1945: Zoppot en Fuhrwasser) is een zandstrand van ongeveer 6 kilometer lengte. Er zijn veel wandel- en fietspaden in dit gebied. Verder heeft Gdańsk, zoals veel Poolse steden, een uitgebreid uitgaansleven met veel disco's. Vanuit Gdańsk is de badplaats Sopot dag en nacht makkelijk per trein bereikbaar. Daar bevinden zich veel cafés, terrasjes en ander vermaak.

## Musea
- Museum van de Tweede Wereldoorlog
- Europees Solidariteitscentrum

## Verkeer en vervoer

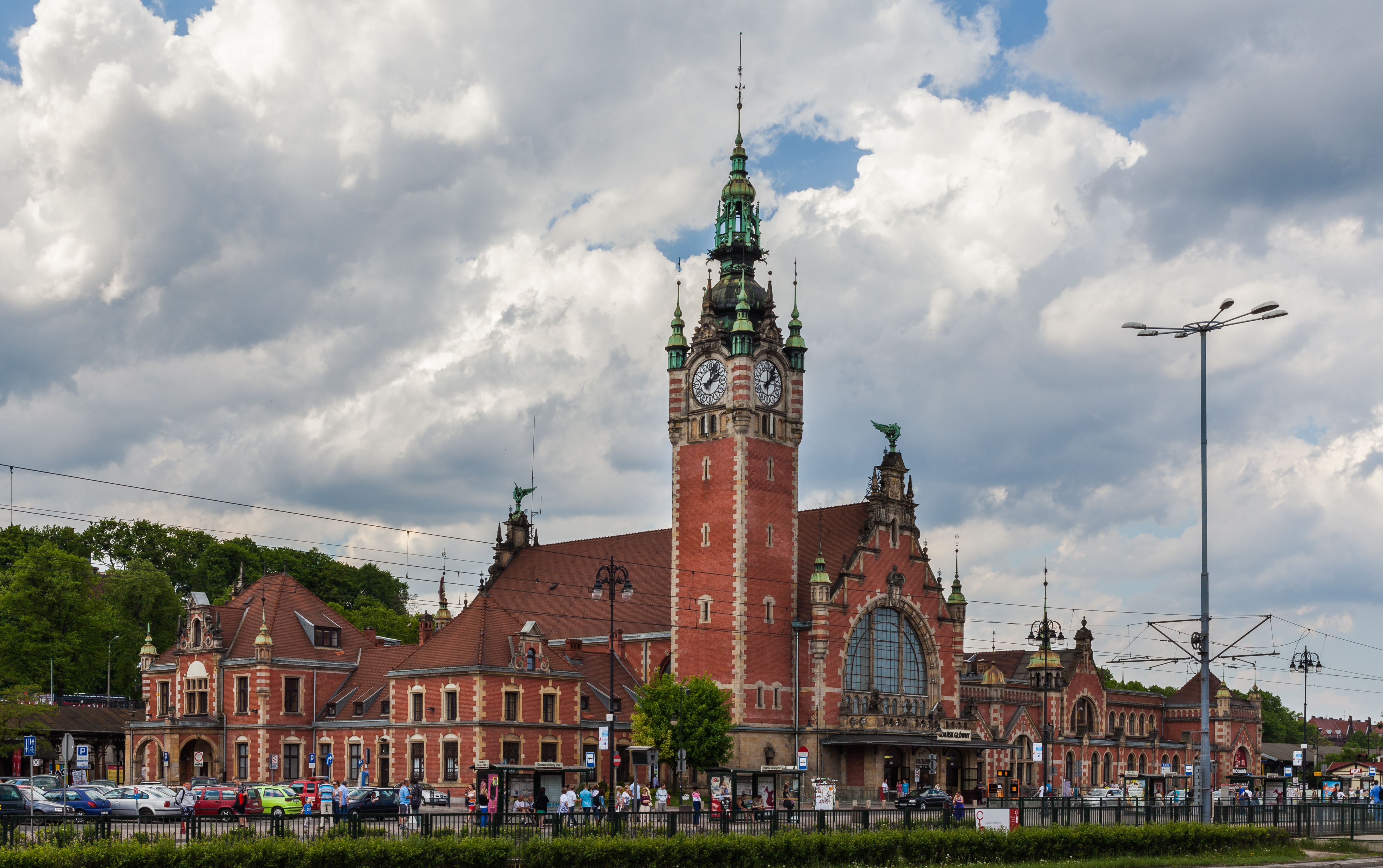
Station Gdańsk Główny, centraal station uit 1900

De stad heeft meerdere spoorwegstations, waarvan Gdańsk Główny (rond 1900 als 'Zentralbahnhof' in neorenaissancestijl gebouwd) het belangrijkste is, en er rijden trams. De spoorwegen bieden onder andere rechtstreekse verbindingen met steden als Warschau, Berlijn en Poznań (Posen), maar ook met de Russische exclave Kaliningrad. De Europese weg E77 naar Warschau loopt door de stad. Vanuit de haven kan naar verschillende overzeese bestemmingen worden gevaren. Er is een vliegveld even ten westen van de stad: Luchthaven Gdańsk Lech Wałęsa.
- Gdańsk Główny, voor 1945 Zentralbahnhof
- Station Klukowo
- Station Gdańsk Wrzeszcz
- Station Gdańsk Zaspa

## Sport
In het voetbal is Lechia Gdańsk een Poolse subtopper. De club speelde al twintig seizoenen in de hoogste klasse en kon één keer de beker winnen. In de vooroorlogse tijd had de stad een eigen competitie, maar deze was niet zo sterk vergeleken met andere stadscompetities in Duitsland.
Gdańsk was speelstad bij het EK voetbal van 2012. De wedstrijden werden gespeeld in de PGE Arena Gdańsk. In 2021 werd de door Villarreal CF gewonnen finale van de Europa League in dit stadion gespeeld. Lechia Gdańsk speelt daar thans haar wedstrijden.
In 2016 was Gdańsk een van de vier Poolse speelsteden tijdens het EK handbal (mannen).

## Stedenbanden
- Palermo (Italië)
- Rotterdam (Nederland), sinds 1977
- Sint-Petersburg (Rusland), sinds 1997
- Turku (Finland), sinds 1958

## Bekende inwoners van Danzig/Gdańsk

### Geboren
- Johannes Hevelius (latinisering van Hevel of Höwelcke) (1611-1687), brouwer en astronoom, naamgever van het lokale bier
- Kaspar Förster (1616-1673), componist en kapelmeester
- Andreas Schlüter (1662-1714), beeldhouwer en architect, onder andere werkzaam aan het Berliner Stadtschloss en het Zeughaus
- Daniel Gabriel Fahrenheit (1686-1736), natuurkundige
- Johann Gottlieb Goldberg (ca. 1727-1756), clavecinist naar wie de Goldbergvariationen van Johann Sebastian Bach genoemd zijn
- Johanna Schopenhauer (1766-1838), schrijfster
- Arthur Schopenhauer (1788-1860), filosoof
- Johan Arthur Kool (1816-1873), Nederlands architect, civiel ingenieur
- Heinrich Rickert (1833-1902), leider van de Nationale Liberalen, later de Vrije Liberalen in de Duitse Rijksdag
- Anna Mackenroth (1861-1936), Pruisisch-Zwitserse juriste
- Alfred Flatow (1869-1942), turner en Holocaustslachtoffer
- Gustav Grade (1869-1935), variétéartiest
- Irene Grade (1895-1962), variétéartieste
- Hermann Balck (1897-1982), generaal in de Reichswehr en de Wehrmacht
- Bruno Gröning (1906-1959), gebedsgenezer, gebruikte methoden verwant aan Reiki
- Günter Werner Helmut Schmidt (1919-1988), commandant in de Duitse marine (Kriegsmarine)
- Wanda Klaff (1922-1946), bewaakster in het concentratiekamp Stutthof
- Lilo Pempeit (1922-1993), actrice
- Günter Grass (1927-2015), schrijver en Nobelprijswinnaar (1999)
- Hanna-Renate Laurien (1928-2010), politica en rooms-katholiek activiste in Duitsland
- Rutka Laskier (± 1929-1943), Jodin bekend door dagboek
- Helga Haase-Obschernitzki (1934-1989), Duitse langebaanschaatsster
- Holger Czukay (1938-2017), musicus (Can, Brian Eno, David Sylvian)
- Hermann Salomon (1938-2020), atleet in West-Duitsland
- Adam Jankowski (1948), kunstschilder in Oostenrijk
- Jan de Weryha-Wysoczański (1950), Pools-Duits beeldhouwer
- Piotr Szulkin (1950-2018), filmmaker
- Andrzej Szarmach (1950), voetballer
- Janusz Kupcewicz (1955-2022), voetballer
- Mieczysław Karłowicz (1963), wielrenner
- Donald Tusk (1957), premier van Polen (2007-2014) en (2023-heden), en voorzitter van de Europese Raad (2014-2019)
- Grażyna Wolszczak (1958), theater- en filmactrice
- Paweł Adamowicz (1965-2019), burgemeester van Gdańsk
- Piotr Olewiński (1968), windsurfer
- Tomasz Wałdoch (1971), voetballer
- Robert Kempiński (1977), schaker
- Magdalena Tul (1980), zangeres
- Karol Nawrocki (1983), toekomstig president van Polen
- Łukasz Szukała (1984), voetballer
- Damian Kos (1989), voetbalscheidsrechter
- Natalia Partyka (1989), tafeltennisster

### Gestorven en begraven
- Manfredi Gravina (1883-1932), Italiaanse graaf, diplomaat, publicist en hoge commissaris voor de Vrije Stad Danzig